# Xã Platte, Michigan
Xã Platte (tiếng Anh: Platte Township) là một xã thuộc quận Benzie, tiểu bang Michigan, Hoa Kỳ. Năm 2010, dân số của xã này là 354 người.